# Fieseler Fi 99
Fieseler Fi 99 Jungtiger (tiếng Anh: Young Tiger) là một mẫu thử máy bay thể thao do hãng Fieseler của Đức chế tạo. Máy bay này có 2 ghế ngồi trong một cabin kín. Trang bị động cơ Hirth HM 506 A, công suất 160 hp (119 kW).

## Tính năng kỹ chiến thuật

### Đặc điểm riêng
- Tổ lái: 1
- Sức chứa: 2 người
- Chiều dài: 7,9 m (25 ft 11 in)
- Sải cánh: 10,7 m (35 ft 1 in)
- Chiều cao: 2,15 m (7 ft 1 in)
- Diện tích cánh: 16,8 m2 (181 sq ft)
- Trọng lượng rỗng: 555 kg (1,224 lb)
- Trọng lượng cất cánh tối đa: 875 kg (1,929 lb)
- Động cơ: 1 động cơ piston Hirth HM 506 A, công suất 120 kW (160 hp)

### Hiệu suất bay
- Vận tốc cực đại: 236 km/h (147 mph; 127 kn)
- Vận tốc hành trình: 200 km/h (120 mph; 110 kn)
- Tầm bay: 920 km (572 mi; 497 nmi)
- Trần bay: 6.250 m (20.505 ft)